# Silivașu de Câmpie
Silivașu de Câmpie (en hongrois : Mezőszilvás) est une commune du județ de Bistrița-Năsăud en Transylvanie (Roumanie).